# Piso 2 (Cámbrico)
| Era Eratema | Periodo Sistema | Época Serie                  | Edad Piso                    | Inicio, en millones de años |
| ----------- | --------------- | ---------------------------- | ---------------------------- | --------------------------- |
| Paleozoico  | Pérmico         | Pérmico                      | Pérmico                      | 298,9±0,15                  |
| Paleozoico  | Carbonífero     | Carbonífero                  | Carbonífero                  | 358,86±0,19                 |
| Paleozoico  | Devónico        | Devónico                     | Devónico                     | 419,62±1,36                 |
| Paleozoico  | Silúrico        | Silúrico                     | Silúrico                     | 443,1±0,9                   |
| Paleozoico  | Ordovícico      | Ordovícico                   | Ordovícico                   | 486,8 ±1,5                  |
| Paleozoico  | Cámbrico        | Furongiense Furongiano       | Piso/Edad 10                 | 491,0                       |
| Paleozoico  | Cámbrico        | Furongiense Furongiano       | Jiangshaniense Jiangshaniano | 494,2                       |
| Paleozoico  | Cámbrico        | Furongiense Furongiano       | Paibiense Paibiano           | ~497                        |
| Paleozoico  | Cámbrico        | Miaolingiense Miaolingiano   | Guzhangiense Guzhangiano     | ~500,5                      |
| Paleozoico  | Cámbrico        | Miaolingiense Miaolingiano   | Drumiense Drumiano           | ~504,5                      |
| Paleozoico  | Cámbrico        | Miaolingiense Miaolingiano   | Wuliuense Wuliuano           | ~506,5                      |
| Paleozoico  | Cámbrico        | Serie/Época 2                | Piso/Edad 4                  | 514,5                       |
| Paleozoico  | Cámbrico        | Serie/Época 2                | Piso/Edad 3                  | ~521                        |
| Paleozoico  | Cámbrico        | Terreneuviense Terreneuviano | Piso/Edad 2                  | ~529                        |
| Paleozoico  | Cámbrico        | Terreneuviense Terreneuviano | Fortuniense Fortuniano       | 538,8±0,6                   |

El Piso 2 del Cámbrico es el segundo y último piso del Terreneuviense (primera serie del Cámbrico) en la escala temporal geológica. Se denomina Edad 2 del Cámbrico a la edad correspondiente. Sucede al Fortuniense y precede al Piso 3 (primer piso de la Serie 2). Se inició hace unos 529 millones de años y terminó hace unos 521 millones de años.
El piso y edad no tienen aún nombre formal, está pendiente de definir por la Comisión Internacional de Estratigrafía.

## Sección estratotipo y punto de límite global (GSSP)

Cloudina, un taxón incluido entre los «pequeños fósiles con concha».

La sección estratotipo y punto de límite global (GSSP) para la base del Piso 2 del Cámbrico está pendiente de definir por la Comisión Internacional de Estratigrafía. Provisionalmente se caracteriza por aparición en el registro fósil de los denominados «pequeños fósiles con concha» o de los primeros arqueociatos.
El techo del Piso 2 del Cámbrico se define por la base del Piso 3, también pendiente de definir, pero que se caracteriza provisionalmente por la aparición de los primeros trilobites .

## Correlaciones regionales
Se correlaciona con el piso regional Tommotiense de la estratigrafía del Cámbrico de Siberia.